# Hagaranur, Hadagalli
Hagaranur là một làng thuộc tehsil Hadagalli, huyện Bellary, bang Karnataka, Ấn Độ.